# Aleksandrina Miłczewa
Aleksandrina Miłczewa (bułg. Александрина Милчева; ur. 27 listopada 1934 w Smjadowie) – bułgarska śpiewaczka operowa, mezzosopran.

## Kariera
Po debiucie w Operze Narodowej w Warnie jako Dorabella w Così fan tutte Mozarta, zdobyła pierwszą nagrodę na Międzynarodowym Konkursie Śpiewu w Tuluzie.
Jest członkiem Narodowego Teatru Opery i Baletu w Sofii od 1968 roku.
Śpiewała główne role z repertuaru na najważniejszych scenach międzynarodowych, takich jak Opéra Garnier w Paryżu, La Scala w Mediolanie, Teatro di San Carlo w Neapolu, w Amfiteatrze w Weronie, a także w Bayerische Staatsoper.
Śpiewała role mezzosopranowe Verdiego, Mozarta, Rossiniego, a także pieśni Mahlera i innych kompozytorów, a także pieśni Musorgskiego i Czajkowskiego pod batutą takich dyrygentów jak Georg Solti, Herbert von Karajan i Riccardo Muti.
Nagrała wiele płyt. Uczy śpiewu i założyła własną szkołę w 1994 roku.